# شوک (فیلم ۱۹۲۳)
«شوک» (انگلیسی: The Shock) یک فیلم است که در سال ۱۹۲۳ منتشر شد.
از بازیگران آن می‌توان به لان چینی، ویرجینیا والی، ویلیام ولش، و والتر لانگ اشاره کرد.